# 베레트라그나
베레트라그나(아베스타어: vərəθraγna) 또는 바흐람은 고대 인도이란의 신이다.
중성명사 베레트라그나는 아베스타어로 '장애물'을 뜻하는 베르트라와 '승리'를 의미하는 베르트라그난과 관련이 있다. 이 개념을 대표하는 신은 '승리'의 위상인 베레트라그나이며, “승리를 주는 자로서 베레트라그나는 분명히 고대 최고의 인기를 누렸던 것이 분명하다. 조로아스터교의 중세 페르시아어에서 베레트라그나는 와라흐람(𐭥𐭫𐭧𐭫𐭠𐭭)이 되었고, 바흐람, 베흐람 등의 변형이 생겨났다.
이 단어는 베다 산스크리트어로 동음이의어를 가지고 있다. 베다의 신 인드라는 조로아스터교의 베레트라그나에 해당할 수도 있다. 베다 산스크리트어로 바르트라나-는 주로 아베스타어의 명사 베레트라그나에 해당하는 인드라의 대명사이다.
베레트라그나의 형상은 매우 복잡하며, 힌두교의 비슈누, 마니교의 아다마스, 칼데아/바빌로니아의 네르갈, 이집트의 호루스, 그리스의 아레스와 헤라클레스 사이에서도 유사점이 발견되었다.

## 10가지의 화신 목록
1.강한 바람
2.황금의 뿔을 가진 황소
3.황금의 장식을 꾸민 백마
4.날카로운 이빨과 긴 털을 가진 준족의 낙타
5.날카로운 발톱을 가진 멧돼지. 베레트라그나의 제일 대표적인 화신이다.
6.15살의 빛나는 소년
7.거대한 새. 이 화신의 깃털을 가지고 있으면 재난을 피하는 축복을 받는다.
8.아름다운 야생의 웅양
9.날카로운 뿔을 가진 산양
10.황금의 검을 지닌 전사

## 같이 보기
- 인드라
- 브리트라